# Monty Brown
Montaque N "Monty" Brown (n. 13 aprilie 1970) este un wrestler american, fost fotbalist american. În prezent evoluează în divizia ECW a WWE, sub numele de ring "The Alpha Male" Marcus Cor Von. A activat și în promoția Total Nonstop Action Wrestling, unde a folosit numele de ring de "The Alpha Male" Monty Brown.

## În wrestling
- Manevre de final
  - Alpha Bomb[1] (Scoop lift powerbomb)
  - Pounce[2][1] (Running low-angle shoulder block, after an opponent has been Irish whipped off of adjacent ropes)
- Manevre semnătură
  - Alphalution (Over the shoulder swinging side slam)[3]
  - Circle of Life (One-armed swinging neckbreaker)[4]
- Nicknames
  - "The Alpha Male"[5]
- Muzici de intrare
  - "Down with the Sickness" by Disturbed[6] (independent circuit)
  - "Alpha Male" by Dale Oliver (TNA)
  - "Smooth" by Jim Johnston (WWE)

## Titluri în WWE
- Juggalo Championship Wrestling
  - JCW Heavyweight Championship (1 dată)
- Prime Time Wrestling
  - Elite 8 Tournament (2005)
  - PTW Heavyweight Championship (1 dată)
- Pro Wrestling Illustrated
  - PWI Rookie of the Year (2004)
  - PWI ranked him #28 of the top 500 singles wrestlers in the PWI 500 in 2005[7]